# 怪物くん (カラーアニメ)
- 藤子不二雄 > 藤子不二雄Ⓐ > 怪物くん > 怪物くん (カラーアニメ)
- 藤子不二雄 > 藤子不二雄のアニメ作品 > 怪物くん (カラーアニメ)

本項では、藤子不二雄名義で発表された漫画『怪物くん』（安孫子素雄の単独執筆作）を原作としたテレビアニメ作品の第2作にあたるカラー版『怪物くん』（かいぶつくん）及びその劇場版を扱う。第1作のモノクロ版アニメ及びその劇場版については、『怪物くん (モノクロアニメ)』を参照。

## 概要
テレビ朝日系にて、1980年9月2日 - 1982年9月28日に火曜日19:00 - 19:30の時間帯で放送。94回放送、全188話（15分2話）。『ドラえもん』に続くシンエイ動画の藤子アニメ第2弾にして、『ドラえもん』の様な「帯番組からの開始」ではなく、初めて最初から週一回・30分枠での放送。淀川長治による解説がない以外は、原作やモノクロ版をほぼ踏襲している。放送中盤より、キャラクターデザインに若干の変更が加えられた。
モノクロ版で怪物くんを演じた白石冬美は、このリメイク版でも再び彼を演じたいと作者にまで懇願したが、放送局や製作会社、スポンサーが異なるなどの理由から、結局は野沢雅子に決まった。また、フランケン役の相模太郎が1981年に急逝したため、途中から（第28回以降）兼本新吾に交代した。キャストの中では増山江威子だけが、モノクロ版から一貫して怪子ちゃんを演じ続けている。
放送30周年を記念して2010年9月24日に上巻、11月26日に下巻のDVD-BOXが発売。全話のソフト化は初めてでもある。

## ストーリー
ワガママで世間知らずな怪物ランド（怪物界）の王子、怪物太郎（怪物くん）。将来を心配した父の怪物大王は、修業させようと、ドラキュラ、オオカミ男、フランケンをお供につけ、人間界へと送り出した。そこで住居とした怪物屋敷の隣に住む少年ヒロシと仲良くなった怪物くんは、人間界で暮らす怪物たちの面倒を見たり、全世界の征服を企む悪魔たちの秘密組織、デモーニッシュと戦いながら、修業を積む。

## キャラクター・声の出演

### レギュラー
- 怪物くん - 野沢雅子
- ドラキュラ - 肝付兼太
- オオカミ男 - 神山卓三
- フランケン - 相模太郎（第1回 - 第27回）→兼本新吾（第28回 - 最終回）
- 市川 ヒロシ - 三輪勝恵

### その他の主なキャスト
- 市川 歌子 - 川島千代子
- アコちゃん（第3話Bから登場）- 潘恵子
- 番野 - 山下啓介→鈴木清信
- キザオ - はせさん治
- ヒロシの担任（第2話Bから登場）- 津村隆
- 怪子ちゃん（第26話Aから登場）- 増山江威子
- ドクター・ノオ（第7話Bから登場）- 野本礼三
- 怪物大王（第48話Aから登場）- 金井大
- ノンビラス（第12話Aから登場）- 相模太郎→緒方賢一
- セミラ（第2話Bから登場）、ガメロ（第4話Bから登場）- 緒方賢一
- アマゾンの半魚人（第9話Bから登場）- 千葉繁
- 透明人間（第20話Aから登場）- 田中崇
- クローばあや（第26話Aから登場）- 堀絢子
- ベラボー怪星人ベム（第24話Bから登場）- 大竹宏→八代駿
- マタクル三（第5話Aから登場）- 北川智絵
- ハニワくん（第30話Bから登場）- 菅谷政子
- ゴリラキング（第6話Bから登場）- 水鳥鉄夫
- ガブロ（第6話Bから登場）- 宮村義人
- ドラキュラjr（第SP1から登場）- 龍田直樹、二又一成
- オオカミ男jr（第SP1から登場）- 丸山裕子
- フランケンjr（第SP1から登場）- 青木和代
- 雪こぞう（第13話Bから登場）- 千々松幸子
- グリムばあさん（第6話Aから登場）- 峰あつ子
- プリンス・デモキン（第75話Aから登場）- 山田栄子

## スタッフ
- 原作：藤子不二雄
- 作画監督：本多敏行、鈴木信一、木上益治
- 美術監督：川井憲
- 美術設定：川本征平
- 基本設定：芝山努
- 文芸：松岡清治
- 撮影監督：小山信夫→金子仁
- 音楽：筒井広志
- 録音監督：浦上靖夫
- 演出：福富博
- 編集：井上編集室（森田清次→井上和夫、鶴巻のり子）
- 録音：中戸川次男
- 効果：松田昭彦
- 色指定：野中幸子
- 演出助手：安藤敏彦、塚田庄英
- 文芸助手：羽田誠司→山本有子
- プロデューサー：高橋正樹→菅野哲夫（テレビ朝日）、別紙壮一、真田芳房（シンエイ動画）
- 制作協力：旭通信社
- 制作：テレビ朝日、シンエイ動画

## 主題歌
オープニングテーマ
「ユカイツーカイ怪物くん」
作詞 - 藤子不二雄 / 作曲 - 小林亜星 / 編曲 - 筒井広志 / 歌 - 野沢雅子
アニメ版のオープニングでは、主題歌が流れる前に、肝付「さぁ、始まるザマスよ」・神山「行くでガンス」・相模「フンガー」・三人の笑い声　→　野沢の「うるさーい！」の掛け声が入る。
なお、このセリフは、後にアニメ「らき☆すた」などでもパロディとして使われている。
エンディングテーマ
「おれたちゃ怪物三人組よ」（第1回 - 第36回、第41回 - 第94回）
作詞 - 藤子不二雄 / 作曲 - 小林亜星 / 編曲 - 筒井広志 / 歌 - 肝付兼太、神山卓三、相模太郎
「新・怪物くん音頭」（第37回 - 第40回）
作詞 - 藤子不二雄 / 作曲 - 小林亜星 / 編曲 - 筒井広志 / 歌 - 野沢雅子、こおろぎ'73、肝付兼太、神山卓三、相模太郎
前述の通り、相模は放送途中の1981年に急逝しているが、主題歌は最終回まで相模の声が収録されたものを使用している。

## 各話リスト
サブタイトルは、野沢雅子が読み上げる。
| 回数 | 放送日        | サブタイトル                      | 脚本                       | 絵コンテ            |
| ---- | ------------- | --------------------------------- | -------------------------- | ------------------- |
| 1    | 1980年 9月2日 | 怪物くん登場                      | 松岡清治 山田隆司          | 福富博              |
| 1    | 1980年 9月2日 | 怪物くん対押し売りくん            | 山田隆司                   | 福富博              |
| 2    | 9月9日        | 怪物くんゆうかいされる            | 山田隆司                   | 奥田誠治            |
| 2    | 9月9日        | 宿題はセミラでいこう              | 山田隆司                   | 野田作樹            |
| 3    | 9月23日       | おしゃれ怪物（モンスター）        | 山田隆司                   | 野田作樹            |
| 3    | 9月23日       | ペット怪物ゴロニャーン            | 水出弘一                   | 福富博              |
| 4    | 10月7日       | 怪物大音楽家プカドン先生          | 高屋敷英夫                 | 山崎勝彦            |
| 4    | 10月7日       | いそうろう怪物ガメルくん          | 水出弘一                   | 野田作樹            |
| 5    | 10月14日      | おいらは風のマタクル三            | 水出弘一                   | 鈴木孝夫            |
| 5    | 10月14日      | 怪物フニャラがおこった            | 松下幹夫                   | 中原誠              |
| 6    | 10月28日      | 空飛ぶタコくん                    | 山田隆司                   | 中原誠              |
| 6    | 10月28日      | 怪物くんとガブロとゴリラキング    | 浦沢義雄                   | 奥田誠治            |
| 7    | 11月4日       | ドラキュラマントがないざます      | 水出弘一                   | 奥田誠治            |
| 7    | 11月4日       | 雨がふる!ふる!!怪物雨が!!!        | 山田隆司                   | 山崎勝彦            |
| 8    | 11月18日      | 蝋人形の館                        | 水出弘一                   | 奥田誠治            |
| 8    | 11月18日      | お化けヒラメをつったざます        | 山田隆司                   | 松浦錠平            |
| 9    | 11月25日      | 怪物アルバイトはいろいろあらあな  | 山田隆司                   | 吉田浩              |
| 9    | 11月25日      | 根須湖の大怪獣                    | 山田隆司                   | 奥田誠治            |
| 10   | 12月2日       | ぼくのペットにゃ牙がある          | 松下幹夫                   | 吉田浩              |
| 10   | 12月2日       | 怪物グランプリ                    | 宮田雪                     | 山崎和男            |
| 11   | 12月9日       | 岩石怪物ドタマカチン              | 山田隆司                   | 山崎勝彦            |
| 11   | 12月9日       | 動物人間がいっぱい                | 水出弘一                   | 安藤敏彦            |
| 12   | 12月16日      | 人間になりたい怪物よっといで      | 水出弘一                   | 吉田浩              |
| 12   | 12月16日      | たまごの中のふしぎな怪物          | 大和屋竺                   | 安藤敏彦            |
| 13   | 12月23日      | 怪物そっくりでショー              | 浦沢義雄                   | 奥田誠治            |
| 13   | 12月23日      | 雪こぞうがふってきた              | 山田隆司                   | 福富博              |
| 14   | 1981年 1月6日 | 新年会だ、オメデタ怪物あつまれ    | 松岡清治 水出弘一          | 中原誠              |
| 14   | 1981年 1月6日 | 怪物亭ナンジャモンジャ            | 山田隆司                   | 塚田庄英            |
| 15   | 1月13日       | 空飛ぶ木馬と魔法のじゅうたん      | 宮田雪                     | 奥田誠治            |
| 15   | 1月13日       | アラビア大魔法団                  | 宮田雪                     | 野田作樹            |
| 16   | 1月20日       | 秀才怪物アタマデン                | 水出弘一                   | 井内秀治            |
| 16   | 1月20日       | ザ・モンスターズでいこう          | 浦沢義雄                   | 山田道代            |
| 17   | 1月27日       | ハッスルしようぜモンスターズ      | 松下幹夫                   | 奥田誠治            |
| 17   | 1月27日       | 悪念怪物アクネーン                | 山田隆司                   | やすみ哲夫          |
| 18   | 2月3日        | アマゾンの干し首男                | 松下幹夫                   | やすみ哲夫          |
| 18   | 2月3日        | サボテン怪物のトゲはいたいぞ      | 松下幹夫                   | 井内秀治            |
| 19   | 2月10日       | ムク犬にはちかよるな              | 大和屋竺                   | 塚田庄英            |
| 19   | 2月10日       | 蛇男もびっくり                    | 松下幹夫                   | 山田黙也            |
| 20   | 2月17日       | 声はすれども姿は見えないよ        | 松下幹夫                   | 山崎勝彦            |
| 20   | 2月17日       | 砂魔人                            | 水出弘一                   | 松浦錠平            |
| 21   | 2月24日       | 怪物くんミイラ男の正体をばらす    | 松下幹夫                   | 広川和之            |
| 21   | 2月24日       | ネムールきたぞ                    | 水出弘一                   | 奥田誠治            |
| 22   | 3月3日        | ミスターシャドウ                  | 高屋敷英夫                 | 野田作樹            |
| 22   | 3月3日        | 怪人ハエ男                        | 山田隆司                   | 鈴木孝夫            |
| 23   | 3月10日       | ほんとに恐竜はいるのかい          | 水出弘一                   | 奥田誠治            |
| 23   | 3月10日       | 木人がウキキといった              | 山田隆司                   | 山崎勝彦            |
| 24   | 3月17日       | 魔法塾へどうぞ                    | 松下幹夫                   | 中原誠              |
| 24   | 3月17日       | にせもの怪物がいっぱい            | 大和屋竺                   | 山崎勝彦            |
| 25   | 3月24日       | 絵の中の怪物                      | 大和屋竺                   | 野田作樹            |
| 25   | 3月24日       | 地底よいとこ一度はおいで          | 大和屋竺                   | 中原誠              |
| SP   | 3月31日       | 怪物むすこ三人組                  | 松下幹夫                   | 光延博愛            |
| SP   | 3月31日       | 怪物は怪物学校に入学せよ          | 大和屋竺                   | 奥田誠治            |
| SP   | 3月31日       | コワイ山の大冒険                  | 大和屋竺                   | 中原誠              |
| 26   | 4月7日        | やってきた怪子ちゃん              | 水出弘一                   | 山田道代            |
| 26   | 4月7日        | アフリカ珍道中                    | 大和屋竺                   | やすみ哲夫          |
| 27   | 4月14日       | 人形の家                          | 大和屋竺                   | 中原誠              |
| 27   | 4月14日       | 料理名人きたる                    | 山田隆司                   | 塚田庄英            |
| 28   | 4月28日       | ミイラは王子だ                    | 浦沢義雄                   | 野田作樹            |
| 28   | 4月28日       | ベラボー怪星人                    | 大和屋竺                   | やすみ哲夫          |
| 29   | 5月5日        | 電光ゴルゲンぎり!!                | 水出弘一                   | 山崎勝彦            |
| 29   | 5月5日        | ドードー教への招待                | 大和屋竺                   | 鈴木孝夫            |
| 30   | 5月12日       | シャボン玉の中のすてきな世界      | 大和屋竺                   | 中原誠              |
| 30   | 5月12日       | ハニワくんと大怪神                | 草川昭                     | 福富博              |
| 31   | 5月19日       | 蚊男と血のすいっこしよう          | 大和屋竺                   | 沼尻東              |
| 31   | 5月19日       | エネルギー怪獣ウラニドン          | 宮田雪                     | やすみ哲夫          |
| 32   | 5月26日       | 怪物部隊は無敵だぜ                | 宮田雪                     | やすみ哲夫          |
| 32   | 5月26日       | 貝男ホーラ!ホラをふく             | 水出弘一                   | やすみ哲夫          |
| 33   | 6月2日        | 黄金怪物ゴールド・フンガー        | 山田隆司                   | 沼尻東              |
| 33   | 6月2日        | ゴールド・フンガー都へいく        | 山田隆司                   | 安藤敏彦            |
| 34   | 6月9日        | アイスマンはつめたいのがおすき    | 水出弘一                   | 野田作樹            |
| 34   | 6月9日        | モンスターの大運動会              | 水出弘一                   | やすみ哲夫          |
| 35   | 6月23日       | おれはボカン!なぐり魔だい         | 山田隆司                   | 山崎勝彦            |
| 35   | 6月23日       | 大海底、大探検!!                  | 宮田雪                     | やすみ哲夫          |
| 36   | 6月30日       | モクモク怪物とドラキュラじいさん  | 山田隆司                   | やすみ哲夫          |
| 36   | 6月30日       | 怪物同窓会は大さわぎ              | 山田隆司                   | 野田作樹            |
| 37   | 7月7日        | カビラがきたぞ                    | 水出弘一                   | やすみ哲夫          |
| 37   | 7月7日        | 怪物城へ涼みに行こう              | 山田隆司                   | やすみ哲夫          |
| 38   | 7月14日       | 合体怪物キョウダイゴン            | 松下幹夫                   | 安藤敏彦            |
| 38   | 7月14日       | バラが食ったよ                    | 山田隆司                   | 塚田庄英            |
| 39   | 7月21日       | 怪物ハンターをハントせよ          | 山田隆司                   | 山崎勝彦            |
| 39   | 7月21日       | みよ!怪物ウエスタン               | 山田隆司                   | 米川功真            |
| 40   | 7月28日       | ピラニアボーイはこわいぞ          | 水出弘一                   | 塚田庄英            |
| 40   | 7月28日       | 鳥の味方だ!コンドル魔人           | 大和屋竺                   | 福富博              |
| 41   | 8月4日        | アマゾンの半魚人                  | 宮田雪                     | 山本一              |
| 41   | 8月4日        | 怪物くんと豆の木                  | 宮田雪                     | 山本一              |
| 42   | 8月11日       | やく病神がやってきた              | 山田隆司                   | やすみ哲夫          |
| 42   | 8月11日       | キングペンジンがやってきた        | 松岡清治 鶴見和一          | 山本一              |
| 43   | 8月18日       | 家つき怪物マイホ・ムー            | 松岡清治 鶴見和一          | 池永雅一            |
| 43   | 8月18日       | 巨人対豆人間                      | 山田隆司                   | やすみ哲夫          |
| 44   | 8月25日       | むしり魔をむしれ!!                | 松下幹夫                   | 前園文夫            |
| 44   | 8月25日       | 大スターだよ!大怪物!ノンビラスは! | 大和屋竺                   | 中原誠              |
| 45   | 9月8日        | 怪物芝居コンクール                | 大和屋竺                   | 山本一              |
| 46   | 9月22日       | 秋の彫刻コンクール                | 山田隆司                   | やすみ哲夫          |
| 46   | 9月22日       | 怪物庭園の大冒険                  | 山田隆司                   | 山崎勝彦            |
| 47   | 10月6日       | 女の子には注意しろ                | 山田隆司                   | 松崎一              |
| 47   | 10月6日       | おれはかなしいヒヒ男              | 松下幹夫                   | やすみ哲夫          |
| 48   | 10月20日      | パックといっしょに夢の旅          | 山田隆司                   | 米川功真            |
| 48   | 10月20日      | お骨ダンスでコーツコツ            | 松岡清治 鶴見和一          | 山本一              |
| 49   | 10月27日      | ミイラ男は骨つぎ名人              | 山田隆司                   | 棚橋一徳            |
| 49   | 10月27日      | 怪物温泉一度はおいで              | 山田隆司                   | 山本一              |
| 50   | 11月3日       | モーグリ要塞を撃滅せよ            | 鶴見和一                   | やすみ哲夫          |
| 50   | 11月3日       | 怪物カガミで美しく                | 松下幹夫                   | 米川功真            |
| 51   | 11月10日      | ヒマラヤの雪オヤジ                | 山田隆司                   | やすみ哲夫          |
| 51   | 11月10日      | おれのきらいな電獣エレキドン      | 水出弘一                   | 山崎勝彦            |
| 52   | 11月17日      | めいわく怪物イタズラー            | 水出弘一                   | 山本一              |
| 52   | 11月17日      | フンガー、フンガー、父よ弟よ      | 大和屋竺                   | 山本一              |
| 53   | 11月24日      | マンガ怪物コミックドン            | 山田隆司                   | やすみ哲夫          |
| 53   | 11月24日      | メキシコからきたタランチュラ      | 水出弘一                   | 野田作樹            |
| 54   | 12月1日       | 保険怪物モンストロ                | 松岡清治 山田隆司          | 山崎勝彦            |
| 54   | 12月1日       | なまけ怪物ノラクラ                | 山田隆司                   | 米川功真            |
| 55   | 12月8日       | 怪物モジャオのラブレター          | 水出弘一                   | やすみ哲夫          |
| 55   | 12月8日       | 怪物サムライまかり通る            | 松岡清治 山田隆司          | 山本一              |
| 56   | 12月15日      | げんこつ怪物ビックハンド          | 松下幹夫                   | 野田作樹            |
| 56   | 12月15日      | 怪物うらないピタリとあたるよ      | 山田隆司                   | 塚田庄英            |
| 57   | 12月22日      | ゴキブリ使いラ・クカラチャ        | 山田隆司                   | 山本一              |
| 57   | 12月22日      | 怪物三人組にお休みを              | 松下幹夫                   | やすみ哲夫          |
| SP   | 1982年 1月1日 | 正月はつまんないや                | 松下幹夫                   | 野田作樹            |
| SP   | 1月2日        | 宇宙怪物からの挑戦                | 山田隆司                   | 竹内大三            |
| SP   | 1月3日        | モンスター・正月ゴルフ大会        | 山田隆司                   | 児玉兼嗣            |
| 58   | 1月5日        | 宇宙怪物軍の来襲                  | 山田隆司                   | 山本一              |
| 59   | 1月12日       | 家出してきた怪子ちゃん            | 山田隆司                   | 米川功真            |
| 59   | 1月12日       | 怪子になった怪物くん              | 山田隆司                   | 米川功真            |
| 60   | 1月19日       | 太平洋上の一匹モンスター          | 松岡清治 鶴見和一          | 福富博              |
| 61   | 1月26日       | 1日だけの名選手                   | 山田隆司                   | やすみ哲夫          |
| 61   | 1月26日       | 怪子ちゃんのケーキ作り            | 松下幹夫                   | 山崎勝彦            |
| 62   | 2月2日        | 怪物花伝説                        | 山田隆司                   | 野田作樹            |
| 62   | 2月2日        | 筋肉怪物が泣いた                  | 松下幹夫                   | 塚田庄英            |
| 63   | 2月9日        | カミキル博士とハイタ氏            | 山田隆司                   | 中原誠              |
| 64   | 2月16日       | 怪物プラモで大あばれ              | 松下幹夫                   | やすみ哲夫          |
| 64   | 2月16日       | 鳥人怪物イカイダー                | 松下幹夫                   | 野田作樹            |
| 65   | 2月23日       | 宇宙怪物コスモスノーマン          | 山田隆司                   | 山本一              |
| 65   | 2月23日       | 飛行船怪物プワプワ                | 松下幹夫                   | 安藤敏彦            |
| 66   | 3月2日        | 怪物スパイ戦争                    | 山田隆司                   | 中原誠              |
| 67   | 3月9日        | 怪物島の大決戦                    | 山田隆司                   | 山本一              |
| 68   | 3月16日       | がんばれ怪物っ子                  | 松岡清治 山田隆司 山本有子 | やすみ哲夫 野田作樹 |
| 69   | 3月23日       | 風のマタクル三がまたきたよ        | 松下幹夫                   | やすみ哲夫          |
| 69   | 3月23日       | 怪物ルックも軍隊調で              | 松岡清治 松下幹夫          | 野田作樹            |
| 70   | 3月30日       | 呪い怪物ハンニャラ                | 山田隆司                   | やすみ哲夫          |
| 70   | 3月30日       | 小判鮫のジョージ                  | 松下幹夫                   | 山田道代            |
| 71   | 4月6日        | 怪物ヤマガーミが出たぞ!?          | 松下幹夫                   | 須田裕美子          |
| 71   | 4月6日        | ラッパ吹きのガラヤン              | 松下幹夫                   | やすみ哲夫          |
| 72   | 4月13日       | 激突!伯爵対男爵                   | 山田隆司                   | 山本一              |
| 73   | 4月27日       | こうもり怪物ブラックバット        | 山田隆司                   | 山本一              |
| 73   | 4月27日       | 家つきおばけポルターガイスト      | 山田隆司                   | 山本一              |
| 74   | 5月4日        | 怪物カメラマン・カイシャーン      | 松下幹夫                   | やすみ哲夫          |
| 74   | 5月4日        | 怪物デザイナーミナ・リッチ        | 山田隆司                   | やすみ哲夫          |
| 75   | 5月11日       | やってきたプリンス・デモキン      | 水出弘一                   | 中原誠              |
| 76   | 5月18日       | 大波怪物ビッグウェーブ            | 水出弘一                   | 児玉兼嗣            |
| 76   | 5月18日       | 北京原人ニイハホー                | 松下幹夫                   | やすみ哲夫          |
| 77   | 5月25日       | フランケンがしゃべった?!          | 丸尾みほ                   | 野田作樹            |
| 77   | 5月25日       | 怪物くんに妹ができた              | 丸尾みほ                   | 児玉兼嗣            |
| 78   | 6月1日        | ビッグアイのコンピュータ作戦      | 山田隆司                   | 児玉兼嗣            |
| 79   | 6月15日       | 鉄くずロボット・テッカメン        | 松下幹夫                   | やすみ哲夫          |
| 79   | 6月15日       | 怪物カゼラに気をつけろ            | 水出弘一                   | 塚田庄英            |
| 80   | 6月22日       | 悪魔塾にご用心                    | 山田隆司                   | 中原誠              |
| 81   | 6月29日       | 家出したヒロシくん                | 丸尾みほ                   | 野田作樹            |
| 81   | 6月29日       | グニャグニャ怪物ネンドラ          | 草川昭                     | 福富博              |
| 82   | 7月6日        | ドアの向うの怪物くん              | 丸尾みほ                   | 児玉兼嗣            |
| 82   | 7月6日        | 走れ!モンスターペガサス           | 山田隆司                   | 野田作樹            |
| 83   | 7月13日       | 悪魔怪物パニックマン              | 松下幹夫                   | 児玉兼嗣            |
| 83   | 7月13日       | 夢みるリンゴはいかが?             | 山田隆司                   | やすみ哲夫          |
| 84   | 7月20日       | 孫小空がやってきた                | 山田隆司                   | 野田作樹            |
| 84   | 7月20日       | 赤面怪物ハズカシラー              | 丸尾みほ                   | 児玉兼嗣            |
| 85   | 7月27日       | 一番すてきなおくりもの            | 丸尾みほ                   | やすみ哲夫          |
| 85   | 7月27日       | 怪物屋敷の花そうどう              | 水出弘一                   | 中原誠              |
| 86   | 8月3日        | 呪いの柱時計                      | 丸尾みほ                   | やすみ哲夫          |
| 86   | 8月3日        | プールは怪物でいっぱい            | 水出弘一                   | 北原健雄            |
| 87   | 8月10日       | 怪物マンションをたてよう          | 水出弘一                   | やすみ哲夫          |
| 87   | 8月10日       | やさい畑のなぞをとけ!!            | 水出弘一 福富博            | 福富博              |
| 88   | 8月17日       | 怪物息子たちの夏休み              | 水出弘一                   | やすみ哲夫          |
| 88   | 8月17日       | 竜巻怪物グルルーン                | 大和屋竺                   | 野田作樹            |
| 89   | 8月24日       | 怪物トレーニングセンター          | 水出弘一                   | 中原誠              |
| 89   | 8月24日       | 怪物議員になるざます              | 大和屋竺                   | 北原健雄            |
| 90   | 8月31日       | 怪物料理を食べよう                | 大和屋竺                   | 北原健雄            |
| 90   | 8月31日       | 怪盗十八面相                      | 山田隆司                   | 塚田庄英            |
| 91   | 9月7日        | 石怪物リトルモアイ                | 松下幹夫                   | 野田作樹            |
| 91   | 9月7日        | 怪物くんが婚約した?!              | 山田隆司                   | 北原健雄            |
| 92   | 9月14日       | これが怪鳥モアのタマゴ?!          | 松岡清治                   | 安藤敏彦            |
| 92   | 9月14日       | 怪人キャンドルマン                | 深見弘                     | やすみ哲夫          |
| 93   | 9月21日       | 怪物くん一人旅                    | 松岡清治                   | 中原誠              |
| 94   | 9月28日       | さようなら怪物くん                | 大和屋竺                   | 芝山努              |

## 放送局
放送系列は放送当時、放送日時は個別に出典が掲示してあるものを除き、1982年8月中旬 - 9月上旬時点のものとする。
| 放送対象地域   | 放送局             | 放送日時                                                     | 放送系列                                     | 備考                                                                             |
| -------------- | ------------------ | ------------------------------------------------------------ | -------------------------------------------- | -------------------------------------------------------------------------------- |
| 関東広域圏     | テレビ朝日         | 火曜 19:00 - 19:30                                           | テレビ朝日系列                               | 制作局                                                                           |
| 北海道         | 北海道テレビ       | 火曜 19:00 - 19:30                                           | テレビ朝日系列                               |                                                                                  |
| 宮城県         | 東日本放送         | 火曜 19:00 - 19:30                                           | テレビ朝日系列                               |                                                                                  |
| 福島県         | 福島中央テレビ     | 水曜 17:00 - 17:30                                           | 日本テレビ系列 テレビ朝日系列                | 第35回で終了。                                                                   |
| 福島県         | 福島放送           | 火曜 19:00 - 19:30                                           | テレビ朝日系列                               | 第46回から放送。 第36回から第45回までは、1983年11月からの再放送時に放送された。  |
| 山形県         | 山形放送           | 金曜 17:00 - 17:30 → 火曜 19:00 - 19:30                      | 日本テレビ系列 テレビ朝日系列                |                                                                                  |
| 新潟県         | 新潟総合テレビ     | 金曜 16:50 - 17:20 → 火曜 19:00 - 19:30                      | フジテレビ系列 テレビ朝日系列                | 現・NST新潟総合テレビ。1981年3月までは日本テレビ系列とのトリプルクロスネット局。 |
| 静岡県         | 静岡けんみんテレビ | 火曜 19:00 - 19:30                                           | テレビ朝日系列                               | 現・静岡朝日テレビ。                                                             |
| 中京広域圏     | 名古屋テレビ       | 火曜 19:00 - 19:30                                           | テレビ朝日系列                               |                                                                                  |
| 長野県         | テレビ信州         | 火曜 19:00 - 19:30                                           | 日本テレビ系列 テレビ朝日系列                | 第4回からの放送                                                                  |
| 近畿広域圏     | 朝日放送           | 火曜 19:00 - 19:30                                           | テレビ朝日系列                               | 現・朝日放送テレビ。                                                             |
| 広島県         | 広島ホームテレビ   | 火曜 19:00 - 19:30                                           | テレビ朝日系列                               |                                                                                  |
| 香川県・岡山県 | 瀬戸内海放送       | 火曜 19:00 - 19:30                                           | テレビ朝日系列                               |                                                                                  |
| 福岡県         | 九州朝日放送       | 火曜 19:00 - 19:30                                           | テレビ朝日系列                               |                                                                                  |
| 青森県         | 青森放送           | 水曜 17:30 - 18:00 → 水曜 17:15 - 17:45                      | 日本テレビ系列 テレビ朝日系列                |                                                                                  |
| 秋田県         | 秋田放送           | 月曜 17:00 - 17:30                                           | 日本テレビ系列                               |                                                                                  |
| 山梨県         | テレビ山梨         | 木曜 17:20 - 17:50                                           | TBS系列                                      |                                                                                  |
| 富山県         | 北日本放送         | 金曜 17:30 - 18:00                                           | 日本テレビ系列                               |                                                                                  |
| 石川県         | 石川テレビ         | 日曜 9:00 - 9:30 → 月曜 19:00 - 19:30                        | フジテレビ系列                               |                                                                                  |
| 福井県         | 福井テレビ         | 土曜 18:00 - 18:30                                           | フジテレビ系列                               |                                                                                  |
| 島根県・鳥取県 | 山陰放送           | 水曜 17:30 - 18:00 → 月曜 17:00 - 17:30                      | TBS系列                                      |                                                                                  |
| 山口県         | 山口放送           | 金曜 16:45 - 17:15                                           | 日本テレビ系列 テレビ朝日系列                |                                                                                  |
| 徳島県         | 四国放送           | 土曜 17:00 - 17:30                                           | 日本テレビ系列                               |                                                                                  |
| 愛媛県         | 南海放送           | 火曜 17:25 - 17:55                                           | 日本テレビ系列                               |                                                                                  |
| 高知県         | 高知放送           | 木曜 17:30 - 18:00 → 日曜 15:55 - 16:25                      | 日本テレビ系列                               |                                                                                  |
| 長崎県         | 長崎放送           | 木曜 17:20 - 17:50 → 木曜 16:50 - 17:20                      | TBS系列                                      |                                                                                  |
| 熊本県         | テレビ熊本         | 木曜 17:00 - 17:30 → 金曜 17:30 - 18:00                      | フジテレビ系列 テレビ朝日系列                | 1982年3月までは日本テレビ系列とのトリプルクロスネット局。                        |
| 大分県         | テレビ大分         | 水曜 17:30 - 18:00                                           | フジテレビ系列 日本テレビ系列 テレビ朝日系列 |                                                                                  |
| 宮崎県         | 宮崎放送           | 火曜 17:30 - 18:00 → 火曜 17:25 - 17:55                      | TBS系列                                      |                                                                                  |
| 鹿児島県       | 鹿児島テレビ       | 日曜 7:45 - 8:15                                             | フジテレビ系列 日本テレビ系列 テレビ朝日系列 | 途中で打ち切り。                                                                 |
| 沖縄県         | 琉球放送           | 土曜 14:00 - 14:30 → 土曜 13:00 - 13:30 → 土曜 14:30 - 15:00 | TBS系列                                      |                                                                                  |

## ネット配信
- 2021年10月1日から、YouTubeの「怪物くん公式チャンネル」で水曜・金曜・日曜18:30に1話ずつ無料配信が行われている。

## 劇場版
2作の劇場版が制作され、いずれも劇場版『ドラえもん』と併映された。

### 怪物くん 怪物ランドへの招待
1981年3月14日公開。カラーでは初となる劇場版。『ドラえもん のび太の宇宙開拓史』併映作。
あらすじ
怪物大王から呼び出された怪物くん。それを知ったヒロシは、春休みを利用して怪物ランドへ行きたいとせがむ。しかし、怪物ランドには人間を入れてはならないという掟があった。エイリアンのマスクを被って逃れようとするヒロシだが大王に見破られ、ついに石にされてしまう。怪物くんは命の花の蜜が石化した人間を元に戻せると知り、花を求めて、好戦的な戦怪族の住む山奥への危険な旅に出た。
漫画
1980年から1981年にかけて『月刊コロコロコミック』に映画原作漫画が3回にわたって連載され、1981年にカラーコミックスのレーベルで1冊にまとめられて発売された。いずれも1960年代に発表した漫画の再録で、詳細は下表の通り。映画用の物語は、実際には下表の#1と#2（★印）を組み合わせアレンジすることで作られた。
- 頁数 - 扉を除いた頁数
- 電子書籍 - 藤子不二雄Ⓐデジタルセレクション『怪物くん』での収録巻

| # | 初出年 | 副題                  | 頁数 | 初出誌   | 電子書籍 収録巻 |
| - | ------ | --------------------- | ---- | -------- | --------------- |
| 1 | 1966   | ★オヤジが出たぞ!!     | 32   | 少年画報 | 4               |
| 2 | 1968   | ★お正月は怪物ランドで | 51   | 少年画報 | 19              |
| 3 | 1969   | 宇宙怪物軍の来襲      | 39   | 少年画報 | 19              |

### 怪物くん デーモンの剣
1982年3月13日公開された、カラー2作目となる劇場版。『ドラえもん のび太の大魔境』、『忍者ハットリくん ニンニン忍法絵日記の巻』との併映作。
ヒロシは事情を知らされなかったこともあり、怪物くんの冒険には付いていかず、歌子はヒロシと共に登場するも台詞はなく、アコとキザオと番野はエンディング映像のみ登場。
あらすじ
悪魔ランドの悪魔王デーモンが宿敵である怪物大王の像に剣を刺し呪いをかけた。もがき苦しむ父を見た怪物くんはお供を連れて、悪魔ランドのデーモン城へ乗り込む。悪魔王子デモキンは好奇心と父デーモンへの反抗心から、怪物くん一行を城の中央まで誘致し始めた。
漫画
1981年から1982年にかけて『月刊コロコロコミック』に映画原作漫画が3回にわたって連載され、1982年にカラーコミックスのレーベルで1冊にまとめられて発売された（『忍者ハットリくん ニンニン忍法絵日記の巻』も収録）。いずれも1960年代に発表した漫画の再録だが、加筆修正が行われた頁もある（後述）。詳細は下表の通り。映画用の物語は、実際には下表の#2と#3（★印）をもとにアレンジすることで作られた。
- 頁数 - 扉を除いた頁数
- 電子書籍 - 藤子不二雄Ⓐデジタルセレクション『怪物くん』での収録巻

| # | 初出年 | 副題                           | 頁数 | 初出誌     | 電子書籍 収録巻 |
| - | ------ | ------------------------------ | ---- | ---------- | --------------- |
| 1 | 1968   | 悪魔王子プリンス・デモキン     | 50   | 少年画報   | 14              |
| 2 | 1969   | ★悪魔の大神殿を攻略せよ!（前） | 24   | 少年キング | 17              |
| 3 | 1969   | ★悪魔の大神殿を攻略せよ!（後） | 15   | 少年キング | 17              |
『月刊コロコロコミック』での連載時には、上表#1の中盤までを第1回、そこから#2の序盤までを第2回、残りを第3回として分割された。
上表#2の冒頭から中盤まではカラー原稿だったため、『月刊コロコロコミック』での連載時に白黒原稿へのリライトと加筆が行われ、結果的に上表#2の部分は1頁増加した（扉なしで全25頁に）。

### 劇場版キャスト
| 2作共通 | 第1作のみ | 第2作のみ |
| --- | --- | --- |
| - 怪物くん - 野沢雅子 - ドラキュラ - 肝付兼太 - オオカミ男 - 神山卓三 - フランケン - 相模太郎→兼本新吾 - 市川 ヒロシ - 三輪勝恵 - 怪子ちゃん - 増山江威子 - 怪物大王 - 金井大 - ゴーリキ伯爵 - 小林修 - ゴーリキ夫人 - 北浜晴子 | - 市川歌子 - 川島千代子 - アコちゃん - 潘恵子 - キザオ - はせさん治 - 番野 - 鈴木清信 - 先生 - 津村隆 - ドクターノオ - 野本礼三 - 従者A - 槐柳二 - 従者長 - 兼本新吾 - イーグルマン - 飯塚昭三 - ゴリラキング - 水鳥鉄夫 - ガブロ - 宮村義人 - ガメロ - 緒方賢一 - 半漁人 - 千葉繁 - ペット - 峰あつ子 - 戦怪族首領 - 加藤精三 - 戦怪族隊長 - 玄田哲章 | - 大魔王デーモン - 塩見竜介 - プリンスデモキン - 山田栄子 - 悪魔ランド司令官 - 大木民夫 - 悪魔塾学長 - 勝田久 - 道案内の怪物 - 津村隆 - 郵便屋コンドル - 井上和彦 - ガイコツ騎馬隊長 - 辻三太郎 - 悪魔軍団隊長 - 広瀬正志 - 隊員 - 二又一成、島田敏 |

### 劇場版スタッフ
- 原作：藤子不二雄（第1作では脚本も担当）
- 脚本：松岡清治
- 設定・レイアウト：芝山努
- 作画監督：本多敏行
- 美術監督：工藤剛一（第1作）、川井憲（第2作）
- 撮影監督：小山信夫（第1作）、金子仁、角原幸枝（第2作）
- 録音監督：浦上靖夫
- 演出助手：安藤敏彦、塚田庄英、森脇真琴（第2作）
- 色指定：野中幸子
- 編集：森田清次、井上和夫（第1作）、坂本雅紀（第2作）
- 効果：松田昭彦
- 整音：中戸川次男
- 原画：木上益治、大塚正実、高倉佳彦、一川孝久、尾鷲英俊、葛岡博 他
- 動画：大貫健一、佐藤真人、洞沢由美子、林静香 他
- 音楽：筒井広志
- プロデューサー：別紙壮一、真田芳房、菅野哲夫
- 監督：福富博
- 制作協力：藤子スタジオ
- 制作：テレビ朝日、シンエイ動画、小学館